# 威塞克斯伯爵

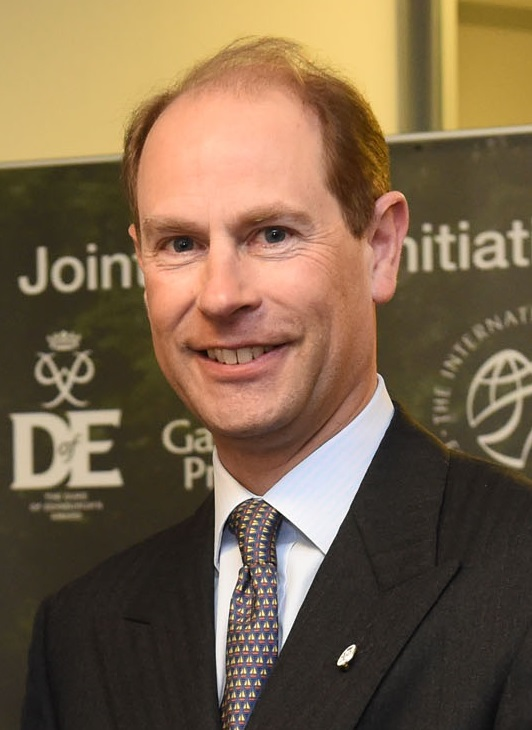
現任威塞克斯伯爵愛德華王子

威塞克斯伯爵（英語：Earl of Wessex）是英国的貴族爵位，已在英國歷史上授予過3次，其中2次是盎格鲁-撒克逊时期英格兰貴族，1次是英國贵族。威塞克斯伯爵的領地，是五到六世紀威塞克斯王國在英国南部、西南部，即现在多塞特郡一帶。現任持有者為國王查爾斯三世的胞弟愛德華王子，并自2023年3月10日起作为礼节性头衔由爱德华之子詹姆斯使用。

## 第1次、第2次冊封 (11世纪)
威塞克斯伯爵是4个丹麦王朝伯爵頭銜的其中1個。在此期间，威塞克斯伯爵领地复盖威塞克斯王国、英格兰南部、威尔士西部伸延的边界。在克努特大帝統治期間，大約1020年後，戈德溫被授予威塞克斯伯爵的頭銜。之后，戈德温在国王爱德华統治期間，成为全国最有权力的人。在1053年，戈德温去世，伯爵领地传给他的儿子。他后来成为哈罗德国王二世並在1066年死於黑斯廷斯战役。随着诺曼于1066年的冬天征服英国，国王威廉一世冊封他最受信赖的同伴威廉·菲茨奧斯伯为威塞克斯伯爵。威廉菲茨奧斯伯一直帮助威廉一世巩固王国，直到他在1071年死在弗兰德斯。之后这个头衔的权力、区域管辖权被约束，而威廉·菲茨奧斯伯儿子罗杰成为了赫里福德伯爵。

### 持有人
- 戈德温，威塞克斯伯爵（1001年－1053年）。
- 哈罗德·戈德温森（1022年－1066年）也是东安格利亚伯爵，在1066年1月登上王位成为英格兰国王 。
- 威廉·菲茨奧斯本（1020年－1071年）。

## 第三次冊封 (1999年)
1999年，伊莉莎白二世幼子爱德华王子与苏菲·里斯-琼斯結婚；爱德华被册封为「威塞克斯伯爵」，他的妻子苏菲成为了「威塞克斯伯爵夫人」。据《每日電訊報》，爱德华王子被1998年的电影《恋爱中的莎士比亚》中由哥连·费夫饰演的「Lord Wessex」一角吸引，因此希望成为威塞克斯伯爵。由于君主的儿子依照惯例會在结婚时获得公爵头衔，爱德华成为第一个仅成为伯爵的君主之子。
在授予爱德华王子威塞克斯伯爵头衔的同时，白金漢宮也宣布其在未来将获得当时由其父亲菲利普親王持有的愛丁堡公爵爵位，而不是之前专家猜测的被册封为剑桥公爵或萨塞克斯公爵。但由于爱德华不是菲利普的長子，故菲利普亲王去世时，爱德华王子不能直接继承爵位。因此可行方法是待菲利普亲王以及伊丽莎白二世都去世后（意味爱丁堡公爵爵位并入王位），再由新國王冊封予愛德華。
除了獲封威塞克斯伯爵，愛德華王子同時獲封塞文子爵（英語：Viscount Severn）这一附属爵位。根据威塞克斯伯爵夫妇结婚时与王室达成的协议，二人的子女将不会使用王子或公主殿下的头衔，而是使用一般贵族子女的头衔。因此二人的儿子詹姆斯在出生后便将塞文子爵作为礼节性头衔使用。
2021年4月9日，菲利普亲王去世，其长子威尔士亲王查尔斯继承爱丁堡公爵爵位。2022年9月8日，女王伊丽莎白二世去世，查尔斯繼位，为查尔斯三世。2023年3月10日，白金汉宫宣布授予爱德华王子爱丁堡公爵的终身爵位。与此同时，威塞克斯伯爵作为僅次于爱丁堡公爵的头衔，被爱德华的儿子詹姆斯作为礼节性头衔使用。